# کاوازاکی تی-۴
کاوازاکی تی-۴ (به انگلیسی: Kawasaki T-4) یک هواپیمای ساختِ کارخانهٔ صنایع سنگین کاوازاکی است. این هواپیما برای نخستین بار در ۲۹ ژوئیه ۱۹۸۵ میلادی مورد استفاده قرار گرفت.